# Rāmāyaṇa I: ''Bālakāṇḍa''

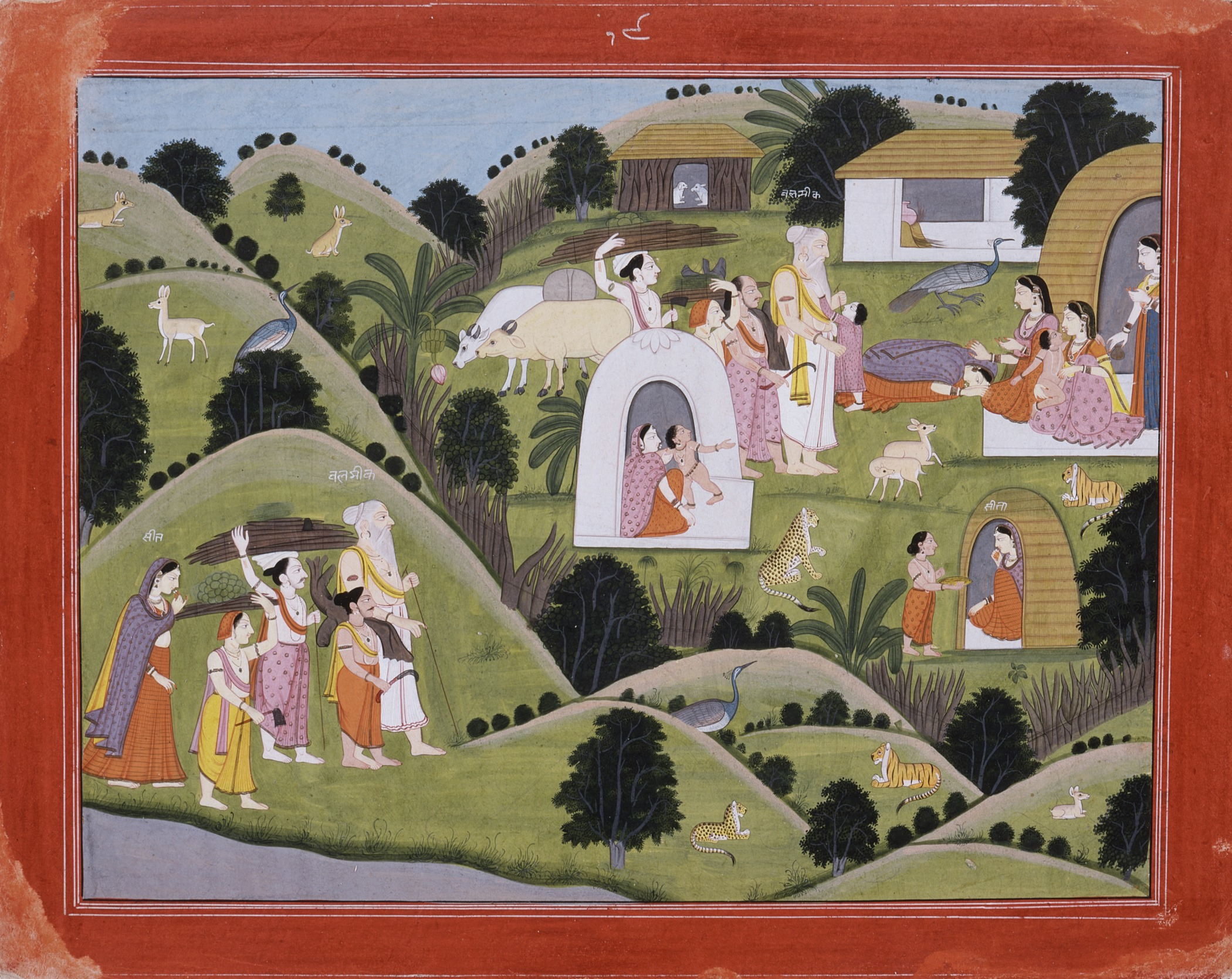
L'eremo di Vālmīki, XIX secolo.

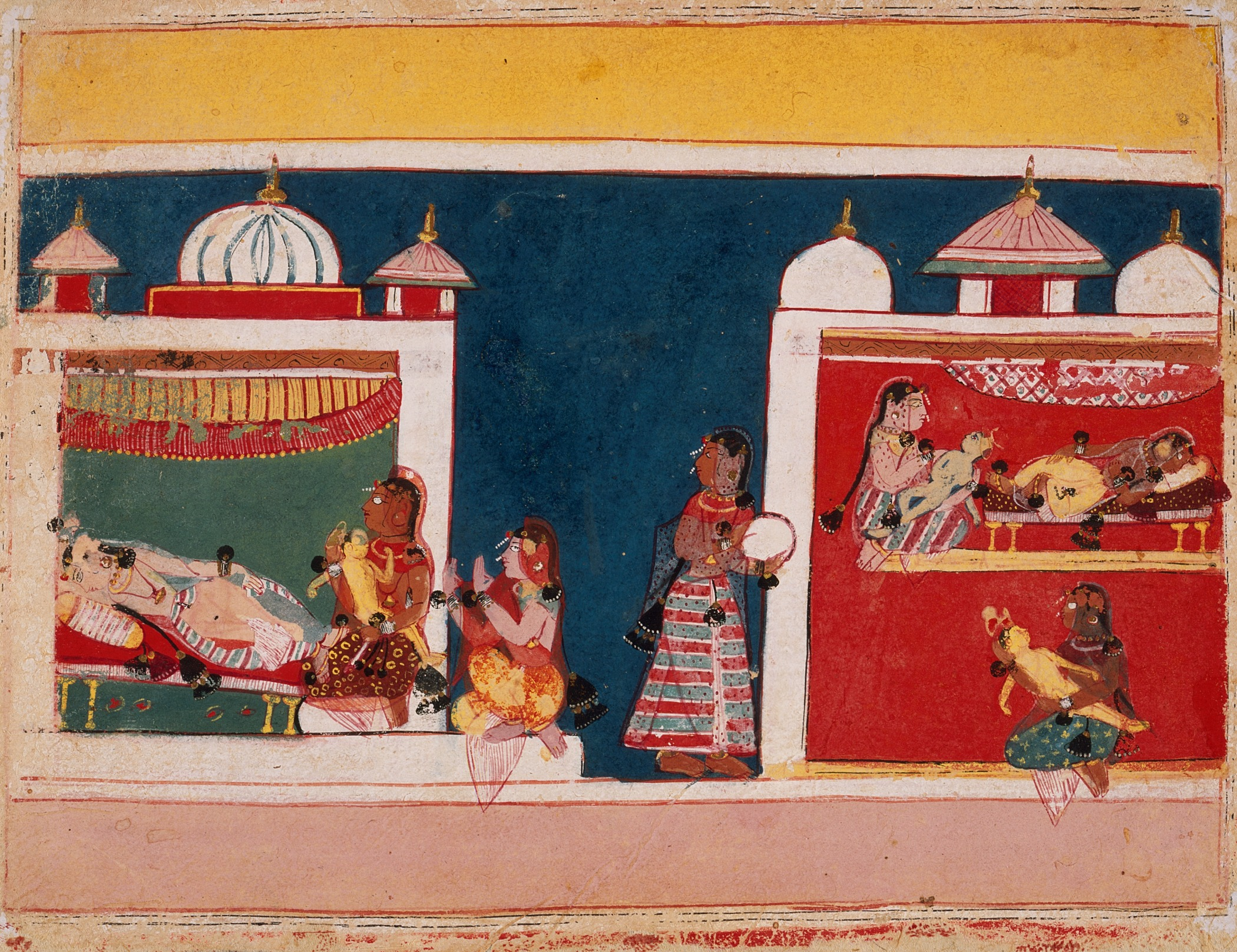
La nascita dei quattro divini figli del re Daśaratha: la prima moglie, Kauśalyā, dà alla luce Rāma; la seconda, Kaikeyī, Bharata; la terza, Sumitrā, Lakṣmaṇa e Śatrughna (Madhya Pradesh, Orchha, 1634-1650).

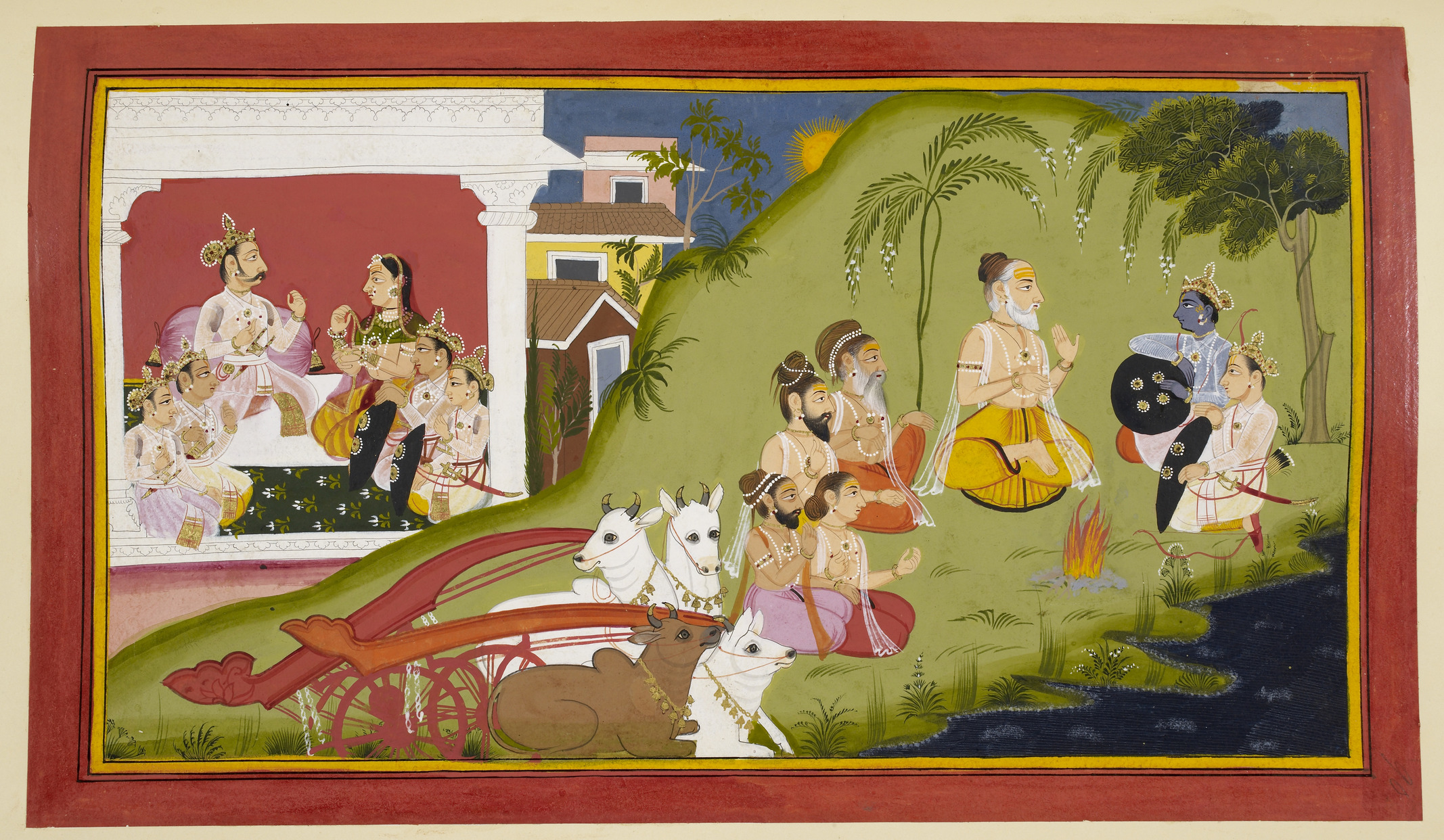
Rãma, Lakṣmaṇa e Viśvāmitra (XVIII secolo).

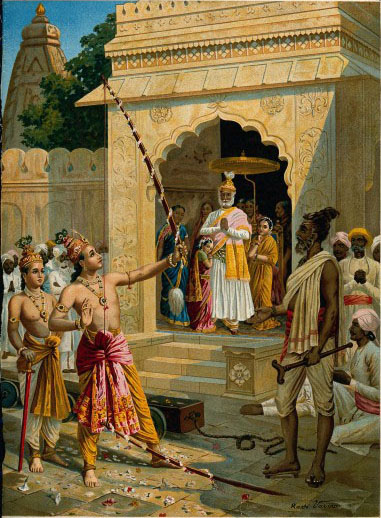
Rāma spezza l'arco, vincendo lo svayaṃvara indetto per trovare un degno marito alla principessa Sītā (dipinto di Raja Ravi Varma, 1848-1906).

Bālakāṇḍa è il primo libro del poema epico Rāmāyaṇa.

## Contenuti
La prima sezione (kāṇḍa) del Rāmāyaṇa si avvia con il celebre Ṛṣi della sfera celeste (devaṛṣi), Nārada, che visita Vālmīki, il quale con l'occasione gli domanda quale sia l'eroe da celebrare per la sua virtù, "Rāma" risponde il devaṛṣi, narrandogliene le vicende epiche.

Il giorno successivo, ancora impressionato dal racconto di Nārada, Vālmīki si reca sulle rive del fiume Tamasā per le quotidiane purificazioni mattutine. Lì il poeta coglie un cacciatore uccidere un uccello krauñca mentre questi si accoppiava. D'istinto Vālmīki lancia una maledizione contro il cacciatore, sorprendendosi per le parole pronunciate che conservavano comunque un ritmo meravigliosamente melodioso: il cantore aveva elaborato lo śloka, il verso musicale su cui si sarebbe fondata la letteratura sanscrita. Vālmīki ritiene che tale stupendo ritmo melodioso non sia che il risultato del gioco divino, līlā, e quindi si immerge nelle profondità meditative dove gli appare Brahmā che gli spiega la ragione della sua "scoperta": tale ritmo poetico si fonda sul dolore (śoka) ed è per questa ragione che prende il nome di śloka.
saḥ anuvyāharaṇāt bhūyaḥ śokaḥ ślokatvam āgataḥ»
(Rāmāyaṇa, I, 2, 40)
E in questo ritmo il poeta deve raccontare il Rāmāyaṇa, le gesta dell'eroe divino Rāma. Il dio promette al poeta di assisterlo, narrandogli per mezzo delle visioni tutta l'intera vicenda. Così ha inizio il poema.
Nella città di Ayodhyā, capitale del regno dei Kosala, il re Daśaratha (di stirpe solare, suryavaṃśa) celebra il sacrificio dello aśvamedha affinché i deva gli concedano la possibilità di ottenere degli eredi. Gli dèi intendono soddisfare il desiderio del re e, al contempo, punire il rākṣasa (demone) dalle dieci teste e venti braccia, Rāvaṇa, il quale, avendo chiesto ed ottenuto da Brahmā, dopo un'ascesi durata diecimila anni, l'invulnerabilità, non può essere sconfitto da nessun dio o demone o altro essere soprannaturale. Nella sua arroganza Rāvaṇa aveva tuttavia dimenticato di proteggersi anche dagli uomini. Per questa ragione i deva invocano Viṣṇu affinché discenda in un essere umano e punisca il terribile demone. Viṣṇu accetta la richiesta degli altri deva e si decide a incarnarsi nei quattro figli delle tre mogli del re Daśaratha. 
Nel fuoco del sacrificio regale appare quindi una figura divina, il dio del Fuoco Agni, con in mano una coppa ricolma di pāyasa che invita il re ad offrire il suo contenuto alle sue tre mogli. 
Daśaratha offre quindi metà del pāyasa alla prima moglie, Kauśalyā, che darà alla luce Rāma;  metà del restante alla seconda, Kaikeyī, che darà alla luce Bharata; e infine l'ultima parte alla terza moglie, Sumitrā, che darà alla luce due figli, Lakṣmaṇa e Śatrughna. 
Viṣṇu è quindi presente in tutti e quattro i figli del re Daśaratha, ma nel primo, Rāma, la sua presenza ancorché non completa, è la più perfetta.
Alla corte del re Daśaratha giunge il Ṛṣi Viśvāmitra che chiede al re aiuto per eliminare due asura, Mārica e Subāhu. Il re invia quindi i figli Rāma e Lakṣmaṇa in aiuto del veggente.
Viśvāmitra, Rāma e Lakṣmaṇa raggiungono Kāmāśrama, qui Rāma uccide la yakṣinī (demonessa) Tāṭakā, madre di Mārica, che impediva al veggente Viśvāmitra l'esecuzione del sacrificio. Viśvāmitra consegna quindi a Rāma le armi sacre che aveva conquistato con il proprio ardore ascetico e, insieme, raggiungono l'eremo del Ṛṣi, Siddhāśrama, dove il veggente avvia il proprio sacrificio attirando i due asura che vengono uccisi da Rāma e da Lakṣmaṇa.
Rāma e Lakṣmaṇa accompagnano quindi Viśvāmitra da Janaka, re di Videha. 
Lungo il percorso arrivano alla riva della sacra Gaṅgā dove si bagnano e dove Viśvāmitra  narra l'origine del sacro fiume (sarga 35-44), quindi raggiungono l'eremo di Gautama dove Viśvāmitra narra dell'adulterio che Ahalyā, moglie di Gautama, consumò con il re dei deva Indra e della maledizione contro i due pronunciata dal Ṛṣi. L'ingresso nell'eremo da parte di Rāma libera i due dalla maledizione di Gautama.
Giunti alla corte di Janaka, il purohita del re, che altri non è che Śatānanda, figlio di Gautama, narra le gesta di Viśvāmitra il quale nato re, era entrato in conflitto con Vasiṣṭha un altro Ṛṣi (sarga 51-65).
Il giorno dopo Viśvāmitra comunica al re Janaka l'intenzione di Rāma di vedere il divino arco appartenuto a Rudra (Śiva). Il re racconta anche che un giorno, nel corso della preparazione di un sacrificio, lui stesso aveva avviato l'aratura del sacro sito prescelto quando, dal solco scavato, emerse una bambina che egli intese essere un dono della dea Terra (Mādhavī) e gli diede quindi il nome di Sītā (lett. "[Nata] dal Solco").
La bellezza e la grazia divina della bambina avevano fatto decidere al saggio re Janaka di concederla solo a un giovane di grande valore che fosse stato in grado di sollevare e quindi tendere l'arco di Rudra. 
Quindi il re Janaka ordina che l'arco gli fosse portato, così cinquecento uomini trascinano un carro su cui è posto, in una cassa di ferro, il divino arco. Giunto alla presenza del re Janaka, l'arco viene sollevato, teso e spezzato da Rāma. In obbedienza all'impegno preso, Janaka concede la mano della propria figlia Sītā all'eroe Rāma, incarnazione di Viṣṇu. 
Si celebra il matrimonio e da Ayodhyā giunge il re Daśaratha. 
Contemporaneamente anche le altre giovani vanno spose: Ūrmilā, anch'essa figlia di Janaka, sposa Lakṣmaṇa, il fratello prediletto da Rāma; mentre le due figlie del fratello minore di Janaka, Kuśadhvaja, quindi Māṇḍavī e Śrutakīrti vanno spose rispettivamente a Bharata e a Śatrughna.
L'avatāra Viṣṇu, Paraśurāma, il brahmano sterminatore di kṣatriya, sfida quindi l'eroe a utilizzare l'arco che Viśvakarman aveva costruito per Viṣṇu. Rāma scocca la freccia che spegne la potenza ascetica (tapas) di Paraśurāma che si decide di consegnare a Rāma lo status di avatāra. A questo punto Rāma ritorna a Ayodhyā accompagnato dalla sposa Sītā.
Qui termina il Bālakāṇḍa.